# Tony Harris
Tony Dwayne Harris (Monroe, 13 maggio 1967) è un ex cestista statunitense, professionista nella NBA.

## Palmarès
- All-CBA First Team (1997)
- Miglior marcatore CBA (1994)